# Alpheopsis equidactylus
Alpheopsis equidactylus är en kräftdjursart som först beskrevs av William Neale Lockington 1877.  Alpheopsis equidactylus ingår i släktet Alpheopsis och familjen Alpheidae. Inga underarter finns listade i Catalogue of Life.